# Anna Rosselló
Anna Rosselló i Elias (Flix, Tarragona, 3 de diciembre de 1923-21 de abril de 2020) fue una escritora española en lengua catalana y conocedora de la lengua internacional esperanto, comprometida con los derechos de las naciones sin estado, especialmente de las que visitó en América del Sur y Centroamérica, así como de la que consideraba la suya, los Países Catalanes.

## Biografía
El 1956 tuvo que huir a Brasil con su marido (Josep Travesset) y su hija de dos años y medio (Carme Travesset) debido a la represión franquista y a la pobreza en la España de la época. Después de residir en São Paulo un tiempo, iniciaron un viaje a través de todo el Cono Sur para visitar y conocer de propia mano las etnias amerindias. El viaje, que hicieron en un carruaje tirado por un caballo, los llevó por Brasil, Bolivia, Perú, Ecuador, Colombia, Panamá, Costa Rica, Nicaragua, Honduras, El Salvador y Guatemala, quedándose a las puertas de México, donde no los dejaron entrar. De allí dieron la vuelta hacia Panamá y después de ocho años en América volvieron a Barcelona.
Escribió veintidós libros donde explicaba las aventuras y conocimientos de los amerindios de Abya Yala, ensayos diversos sobre los catalanes y sus memorias, donde relata la represión franquista que sufrió ella y su familia.

## Obras
- De burgès a socialista, 1971 (De burgués a socialista)
- L'Amèrica marginada, 1978 (La América marginada)
- No són tres-cents milions. Estudi sobre les ètnies sotmeses a l'estat espanyol, 1983; 2a ed. rev. i aug. 1988 (No son trescientos millones. Estudio sobre las etnias sometidas al estado español)
- O catalão (un català a l'Amazònia), 1984 (O catalão, un catalán en la Amazonia)
- Després de la bel·licosa nit, 1985 (Después de la bélica noche)
- Illapa de Huancané, 1985
- L'avi de les Illes Tule (Múu Inatulegui), 1985 (El abuelo de las Islas Tule)
- El més gran desert és una gran ciutat, 1986 (El mayor desierto es una gran ciudad)
- La força de la identitat, 1987 (La fuerza de la identidad)
- Guatemala punt i retorn, 1987 (Guatemala punto y regreso)
- Quan el temps s'atura..., 1987 (Cuando el tiempo se para...)
- Jofre Montalt no és pas mort!, 1988 (Jofre Montalt no está muerto!)
- De São Paulo a l'illa de São Louiz passant per Brasília, 1990 (De São Paulo a la isla de São Louiz pasando por Brasilia)
- De l'Alt Maestrat sense retorn..., 1991 (Desde el Alto Maestrazgo sin regreso...)
- Germanor entre colonitzats, 1992 (Hermandad entre colonizados)
- Vençuda sí. Doblegada mai!, 1992; 2a ed. rev. i aug. 2004 (Vencida sí. Doblegada nunca!)
- Quan l'Irazú s'irrita..., 1993 (Cuando Irazú se irrita...,)
- A l'ombra del Chimborazo, 1994 (A la sombra de Chimborazo)
- Pels Andes, entre el passat i el present, 1995 (Por los Andes, entre el pasado y el presente)
- Aquest món nostre..., 1997 (Este mundo nuestro...)
- Sabíeu que..., 1998 (Sabíais que...)
- Memòries d'una dona lluitadora. Vençuda sí, doblegada mai!, 2004. (Memorias de una mujer luchadora. Vencida sí, doblegada nunca!)